# آنکریکا
آنکریکا (به لاتین: Ankerika) یک منطقهٔ مسکونی در ماداگاسکار است که در آنتسوهیهو واقع شده‌است. آنکریکا ۴٬۰۰۰ نفر جمعیت دارد و ۱۸ متر بالاتر از سطح دریا واقع شده‌است.